# Landry N'Guémo
Landry Joel Tsafack N'Guémo (Yaoundé, 28 de novembro de 1985 – Obala, 27 de junho de 2024) foi um futebolista camaronês que atuava como volante.

## Carreira

### Nancy
N'Guémo foi descoberto por olheiros do Nancy onde fez testes e assinou contrato com o clube ainda com 15 anos, Em agosto de 2005 fez sua estreia pelo clube contra o Lyon. Marcou seu primeiro gol como profissional no dia 31 de janeiro de 2009 contra o Le Havre.

### Celtic
Em julho de 2009 foi emprestado ao clube escocês, onde disputou a temporada 2009-10.

### Bordeaux
N'Guémo jogou pelo Bordeaux na temporada 2011-12. 

### Seleção
Em 2008, esteve com a Seleção Camaronesa que disputou a final do Campeonato Africano das Nações de 2008.

## Morte
N'Guémo morreu em 27 de junho de 2024, aos 38 anos, em um acidente de trânsito nos Camarões.

## Títulos
Nancy
- Copa da Liga Francesa: 2005-06

Bordeaux
- Copa da França: 2012-13